# Hapithus fusiformis
Hapithus fusiformis är en insektsart som först beskrevs av Walker, F. 1869.  Hapithus fusiformis ingår i släktet Hapithus och familjen syrsor. Inga underarter finns listade i Catalogue of Life.